# Ланд, Люсиль
Люсиль Ланд (англ. Lucille Lund, 3 июня 1913 — 15 февраля 2002) — американская актриса 1930-х годов.

## Биография
Люсиль Ланд родилась в Бакли, Вашингтон, в семье Олуфа и Лоры Ланд. После окончания школы она изучала драму в Северо-западном университете в Чикаго.
В 1933 году Ланд выиграла общенациональный конкурс «Самая красивая студентка колледжа», который в качестве приза включал контракт с Universal Studios. В том же году она сыграла небольшую роль в фильме «Субботние миллионы», вместе с Робертом Янгом. В 1934 году Ланд снялась в шести фильмах, среди которых фильм ужасов «Чёрный кот», с Борисом Карлоффом и Белой Лугоши в главных ролях. Также в 1934 году, в рекламной кампании WAMPAS Baby Stars Люсиль стала одной из тринадцати юных актрис, подававших надежды в кино. С 1935 по 1939 год актриса снималась преимущественно в фильмах «категории B», а до 1950-х — в рекламных роликах.
В 1997 году Ланд приняла участие в съёмках документального фильма «Лугоши: Голливудский Дракула», рассказывающего о жизни и карьере Белы Лугоши. В 2000 году она снялась в документальном фильме о немом кино, где помимо неё появились актрисы Беверли Робертс, Мюриэль Эванс и Мириам Сигар.
Люсиль Ланд умерла 15 февраля 2002 года в Роллинг-Хилсе, Калифорния.